# Jenischpark

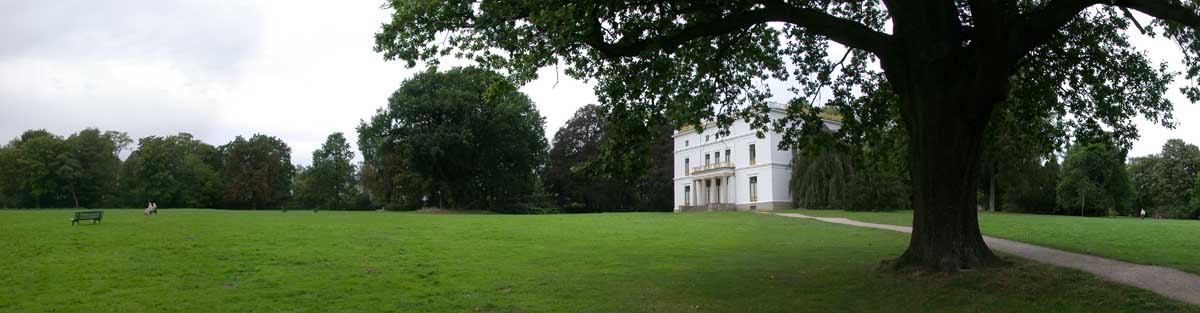
Veduta panoramica dello Jenischpark

Lo Jenischpark (parco Jenisch) è il più antico parco paesaggistico di Amburgo, in Germania, situato nel quartiere di Othmarschen, sulla riva Geest del fiume Elba. Dei 43 ettari di superficie, 8 sono protetti. Due musei, la Villa Jenisch e la Villa Ernst Barlach, si trovano all'interno del parco. Il fiume Flottbek attraversa il parco e sfocia nell'Elba a Teufelsbrück.

## Storia
Caspar Voght acquistò l'area insieme ad altri campi vicini al villaggio di Flottbek tra il 1785 e il 1805. Le parti del parco erano quattro: Süderpark (parco meridionale, l'attuale parco di Jenisch), Norderpark (parco settentrionale, oggi Loki-Schmidt-Garten, il giardino botanico di Amburgo), Osterpark (parco orientale, oggi in parte campo da golf) e Westerpark (parco occidentale, vivaio a intermittenza, oggi di nuovo Westerpark). Voght si era ispirato alla tenuta Leasowes del poeta inglese William Shenstone. L'area era stata progettata come fattoria rurale o ornamentale e come Mustergut ossia "fattoria modello". La progettò insieme al giardiniere James Booth.